# Sphingius caniceps
Espèce
Sphingius caniceps est une espèce d'araignées aranéomorphes de la famille des Liocranidae.

## Distribution
Cette espèce est endémique d'Inde. Elle se rencontre au Tamil Nadu, en Odisha et au Bengale-Occidental.

## Description
La femelle décrite par Majumder et Tikader en 1991 mesure 5,9 mm.

## Publication originale
- Simon, 1906 : Arachnides (2e partie). Voyage de M. Maurice Maindron dans l'Inde méridionale. 8e Mémoire.  Annales de la Société entomologique de France, vol. 75, p. 279-314 (texte intégral).